# Мельникова, Наталия Ивановна
Наталия Ивановна Мельникова (22 июля 1944, Горький — 6 августа 2013, Санкт-Петербург) — пианистка, педагог, доцент Новосибирской государственной консерватории им. М. И. Глинки, профессор Магнитогорской государственной консерватории, доктор искусствоведения, один из ведущих российских специалистов в области истории и теории фортепианного исполнительства.

## Биография
Окончила фортепианное отделение Горьковского музыкального училища (1966; класс профессора И. З. Фридмана), фортепианный факультет Московского государственного музыкально-педагогического института им. Гнесиных (1971; класс Л. Н. Кольвацио), ассистентуру Новосибирской государственной консерватории им. М. И. Глинки (1977, руководитель — профессор М. С. Лебензон). Работала на кафедрах специального фортепиано Челябинского государственного института культуры (1971—74), Новосибирской государственной консерватории им. М. И. Глинки (1974—2003). С 2003 заведовала кафедрой специального фортепиано Магнитогорской государственной консерватории.

## Исполнительская деятельность
В Новосибирске регулярно выступала в Большом зале НГК им. М. И. Глинки. В её исполнительской деятельности большое значение имели интерпретации произведений Баха (Хроматическая фантазия и фуга, Партита No. 6), Моцарта (Фантазия c-moll, Рондо D-dur и A-dur), Шуберта (Сонаты a-moll и A-dur), Брамса (пьесы op.117). Важной составляющей её репертуара были редко исполняемые сочинения XX века (в том числе весь цикл «Ludus tonalis» П. Хиндемита). Её исполнение отличалось ясностью выражения концепции и структуры, эстрадной волей. Музыкальная фраза в трактовках Н. И. Мельниковой звучала естественно, уподобляясь взволнованной человеческой речи в расстановке цезур, смысловых акцентов, проявлениях свободы. Характерной чертой её исполнения был упругий ритм, на который накладывалась живая в своем rubato мелодия. В медленных частях произведений она раскрывала состояние отрешенности от мирской суеты, ощущение возвышенности и умиротворенности.

## Научная деятельность
В 1996 году Наталия Ивановна защитила кандидатскую диссертацию под руководством заслуженного деятеля искусств, доктора искусствоведения, профессора Л. Е. Гаккеля на тему «Исполнительская организации музыкального времени», а в 2002 — докторскую диссертацию на тему «Фортепианное исполнительское искусство как культуротворческий феномен» (научный консультант — С. П. Галицкая).
Активно выступала с докладами на конференциях, занималась переводами музыковедческих трудов с английского, немецкого, итальянского.
Индивидуальность творческого облика Н. И. Мельниковой как вузовского педагога и ученого определило глубокое взаимодействие практической педагогики и науки. Центральным звеном научных исследований Н. И. Мельниковой является изучение музыкального произведения как явления исполнительского искусства, а основным объектом исследований — звучащий музыкальный текст. В своих трудах разработала категорию «исполнительский текст» как самостоятельное явление и описала его смыслопорождающие свойства.

### Концепция исполнительского времени
Н. И. Мельникова разработала концепцию исполнительского времени, обладающую теоретической стройностью и практической направленностью.

#### Темп
Согласно Н. И. Мельниковой, понятие темпа содержит в себе двуединство измеряемого и переживаемого аспектов. Количественная сторона зависит от характера музыки и внутренних образно-эмоциональных представлений исполнителя. Это обусловливает индивидуальное восприятие темпа и относительность понятия «правильный темп». Темп — сочетание постоянства и изменчивости. Единство темпа («стержневой темп») является основой для отклонений. Мера отклонений определяется композиторским стилем, музыкальной тканью произведения, художественными представлениями, характерными для стиля исполнителя.

#### Метроритм
Метр и ритм образуют органическое единство. Восприятие метроритма исполнителем предполагает сочетание двух начал — процессуального («суммирующий принцип») и структурного («делительный принцип»). Делительный принцип предполагает деление музыкального целого различными ритмическими «насечками» разных уровней. Суммирующий тип восприятия предполагает ощущение элементов метроритма в контексте целого.

#### Иерархическая структура исполнительского времени
Музыкальное время имеет многоуровневую структуру взаимовложенных измерительных шкал, находящихся друг с другом в различных взаимоотношениях. Каждая из временных шкал обладает собственным ритмом течения метрических единиц, и, следовательно, своим темпом. Взаимовключенность времяизмерительных шкал вызывает ощущения темповых «резонансов», темповых «обертонов».

#### Операционный опыт исполнителя
Деятельность исполнителя — синтез двух временных опытов: органически-иррационального (интуитивного) и организованно-рационального (оперативного).
Исполнитель может выбирать временную шкалу, по которой он оценивает скорость пульсации. В рамках одного произведения эти оценки могут гибко варьироваться, переходя с одного ритмического уровня на другой. Это источник динамизма иерархической системы. Можно выделить два вида метрических флуктуаций — «парусные» (скольжение с одной единицы измерения на другую) и «кинетические» (конкуренция нескольких шкал в одновременности).

### Концепция культуротворческой миссии музыканта-исполнителя
Н. И. Мельникова проследила историю фортепианного искусства с точки зрения этапов постепенного осознания исполнителями специфики своей профессии и её функций.

## Педагогическая деятельность
В Челябинске, Новосибирске, Магнитогорске вела специальный класс, лекционный курс «История фортепианного искусства». В Магнитогорске также вела специальные курсы «Исполнительская интерпретация музыкального произведения» и «Интерпретация рояля в музыке XX века». Проводила активную методическую работу.
В работе с учениками Мельникова развивала в них индивидуальное, эвристическое начало музыканта-интерпретатора. Она не злоупотребляла показом за инструментом, требуя от студентов находить личную интонацию, персональную трактовку. Настраивала студентов на внимательное вслушивание в себя. Часто использовала «эстетику парадокса», стремясь разрушить шаблонное мышление. Н. И. Мельникова развивала в учениках умение использовать аналитический метод. Проводя глубокий системный анализ произведений, она привлекала масштабные гуманитарные, культурологические контексты, апеллируя к Р. Музилю, Т. Манну, М. Цветаевой… Она работала над индивидуальностью, логичностью и семантической осмысленностью интерпретации. По свидетельству Т. А. Овсянниковой, Наталия Ивановна требовала «переводить каждый знак нотного текста в область душевной событийности». Н. И. Мельникова воспитывала волевое начало во владении музыкальным временем через умение гибко и уместно переключать единицу внутреннего пульса. Наталия Ивановна прививала любовь к музыке XX века: Б. Бартоку, А. Шнитке. Воспитывала отношение к исполнительскому искусству как к гуманитарной деятельности.
В подготовке курса истории исполнительства и в проведении самих лекций сказывались «сильный интеллект» Н. И. Мельниковой, её «редчайшая способность к синтезу знаний», «способность к анализу и обобщению». Курс в её интерпретации проходил в формате «лекции-общения», с усиленной проблемной частью и разрешением задач. Для её лекций были характерны высокий эмоциональный тонус изложения и импровизационность, при неизменном соблюдении общего плана занятий. Основой её лекционного метода были слово и звучание произведений в звукозаписи. Важным исходным информативным материалом лекций в её курсе был нотный текст. Она добивалась понимания знаков композиторского нотного письма в контексте целого, во взаимосвязи с идеей, сюжетом, образно-эмоциональной партитурой произведения. Результатами её научно-методической рефлексии в отношении преподавания теоретических дисциплин стали «Методические указания по курсу истории фортепианного искусства» (1989), учебные пособия «Музыкант-виртуоз эпохи Романтизма как социокультурное явление» (2005), «Старинное клавирное исполнительство» (2005).
Проводила мастер-классы и семинары в Барнауле, Бердске, Бийске, Кемерове, Новосибирске, Омске, Прокопьевске, Рубцовске, Томске, городах Челябинской области; в Лекнесе (Норвегия), Лиссабоне (Португалия).
Среди её учеников — артист ансамбля Neobarock (Берлин) Станислав Грес, солист Хабаровской филармонии В. Будников, солисты Абаканской филармонии И. и А. Никифоровы, солист Новосибирской филармонии А. Подымкин, солист Новгородской филармонии М. Корноухов.

## Научные публикации
Диссертации
- Исполнительская организации музыкального времени: Автореф. дис. … канд. искусствоведения. — Новосибирск, 1996. — 22 с.
- Фортепианное исполнительское искусство как культуротворческий феномен: Дис. … д-ра искусствоведения. — Новосибирск, 2002. — 307 с.

Статьи
- О категории времени в исполнительском искусстве // Проблемы исполнительского искусства: Эстетика, теория, методика: Межвуз. сб. науч. тр. Вып. 11. — Новосибирск, 1989. — С. 49—62.
- Уроки бартоковской редакции «Хорошо темперированного клавира» И. С. Баха // Периферия в культуре: материалы международной конференции (апрель 1993) — Новосибирск : Новосибирская государственная консерватория им. М. И. Глинки, 1994. — С.353—361.
- Всеединство как основа внутренней структуры музыкального времени // Интеллект, культура, образование. Новосибирск, 1994. — С. 110-—113.
- К вопросу о правильном темпе // Музыкальное искусство и культура: Наблюдения, анализ, рекомендации. — Вып. 3. — Новосибирск: Трина, 1997. — С. 93—119.
- Некоторые вопросы «анатомии» исполнительского ритма // Вопросы музыкального исполнительства и педагогики: Межвуз. сб. ст. / Ред.-сост. А. А. Глазунов. — Магнитогорск: Изд-во МаГК, 2000. — С. 41—57.
- Моцарт и Бетховен — пианисты // Исполнительство в современном музыкальном мире. — Санкт-Петербург, 2001. — С. 48—50.
- Страницы истории музыкальной культуры Томска // Сибирский музыкальный альманах : ежегодник Т. 3 — Новосибирск: НГК им. М. И. Глинки — 2004. — С. 214—223.
- Генеративная поэтика исполнительского текста как музыковедческая проблема // Музыкальное искусство сегодня. Новые взгляды и наблюдения — М., 2004. — С. 131—152.
- Генеративная поэтика исполнительского текста: Анализ одной шутки // Художественный образ в исполнительском искусстве: IX Российские педагогические ассамблеи искусств в Магнитогорске: Тез. и материалы. — Магнитогорск, 2004. — С. 11—19.
- Исполнительская эстетика Моцарта-пианиста // Моцарт: диалог эпох в музыкальном искусстве (к 250-летию со дня рождения): Сб. материалов Международной науч.-практ. конф. 8-10 декабря 2005 года. — Магнитогорск, 2006. С. 150—157.
- Вспоминая В. И. Слонима // Исер Слоним. — Иерусалим, 2006. С.74—77.
- Выдающийся исполнитель как спасительное дело культуры // Критика. Публицистика. Страницы истории. К 30-летию кафедры музыкальной критики / Санкт-Петербургская государственная консерватория (Академия) им. Н. А. Римского-Корсакова. — СПб., 2006. С. 110—123.
- Музыка и музыкант в эпоху романтизма // К новым берегам: материалы образовательного проекта «Новый день». — Магнитогорск, 2008. С. 91-108.
- Некоторые принципы фортепианной педагогики Эбби Уайтсайд // Вестн. Магнитогор. консерватории. — 2009. — № 1. — С. 46—59.

Методические пособия
- Музыкант-виртуоз эпохи романтизма как социокультурное явление: Учеб. пособие по курсу «История фортепианного искусства» для студентов фортепианных фак. муз. вузов. — Магнитогорск, 2005. — 70 с.
- Старинное клавирное исполнительство: Учебное пособие по курсу «История фортепианного исполнительства». — Магнитогорск, 2005. — 71 с.
- Стабильность концертных выступлений как педагогическая проблема: Методические рекомендации для педагогов училищ и ДМШ / Магнит. гос. консерватория. — Магнитогорск, 2006.